# دهستان اجارود مرکزی
دهستان اجارود مرکزی، به مرکزیت روستای حمزه‌خانلو از توابع بخش مرکزی شهرستان گِرمی، استان اردبیل در ایران است که در قسمت شرقی شهرستان گِرمی بر سر راه بخش موران و در کنار حمزه‌خان‌چایی قرار دارد که از وسط آن می‌گذرد. شایان گفتن است مرکز دهستان اجارود مرکزی شامل دو روستای حسی‌کندی در سمت شمال و روستای حمزه‌خانلو در سمت جنوبی جادهٔ موران می‌باشد، و اگرچه در تقسیمات کشوری دو روستا حساب می‌شود، اما این دو دارای آب و برق و گاز و مدارس مشترک می‌باشند. همچنین، خانهٔ بهداشت و مرکز بهداشتی و درمانی در این روستا دایر است. براساس سرشماری مرکز آمار ایران در سال ۱۳۸۵، جمعیت آن ۲۳۰۱ نفر (۴۸۶ خانوار) بوده است.